# Вичово
Вѝчово (срещано и като Вичево) е село в Североизточна България, община Генерал-Тошево, област Добрич.

## География
Село Вичово се намира в Южна Добруджа, на около 44 km североизточно от областния център град Добрич, 23 km изток-североизточно от общинския център град Генерал-Тошево и 35 km северно от град Каварна. На около километър на север от селото отстои границата с Румъния, а на около 21 km на изток – брегът на Черно море. Разположено е в Източната Дунавска равнина, в източната част на Добруджанското плато. Надморската височина в центъра на селото е около 108 m. Климатът е умерено континентален, с черноморско климатично влияние.
На юг общински път от около 4 km свързва Вичово със село Спасово и с минаващия там третокласен републикански път III-2904, водещ на изток през селата Бежаново, Захари Стояново и Стаевци до село Дуранкулак, а на запад – през селата Рогозина и Чернооково до село Кардам и връзка в него с второкласния републикански път II-29, който води на север към границата с Румъния и ГКПП Кардам, а на юг през град Генерал Тошево към град Варна.
Плодородните почви и подходящият климат в района благоприятстват развитието на земеделието.
Характерно за масивите от земеделски поземлени имоти в землището на селото е наличието на полезащитни горски пояси с ширина от 10 – 12 m до около 30 m по границите на повечето от тях.
Землището на село Вичово граничи с Румъния на север и със землищата на: село Бежаново на изток; село Спасово на изток и юг; село Рогозина на запад.
Числеността на населението на село Вичово по данните от преброяванията от 1934 г. насам се променя както следва:
| \| Година на преброяване \| Численост \| \| --------------------- \| --------- \| \| 1934 \| 338 \| \| 1946 \| 376 \| \| 1956 \| 355 \| \| 1965 \| 266 \| \| 1975 \| 186 \| \| 1985 \| 94 \| \| 1992 \| 85 \| \| 2001 \| 69 \| \| 2011 \| 30 \| \| 2021 \| 13 \| |           |
| Година на преброяване | Численост |
| 1934 | 338       |
| 1946 | 376       |
| 1956 | 355       |
| 1965 | 266       |
| 1975 | 186       |
| 1985 | 94        |
| 1992 | 85        |
| 2001 | 69        |
| 2011 | 30        |
| 2021 | 13        |

Етническият състав на населението по численост и дял на етническите групи според преброяването през 2011 г. е:
| Етнически групи     | Численост | Дял (в %) |
| Общо                | 30        | 100       |
| Българи             | 24        | 80        |
| Турци               | 5         | 16,67     |
| Цигани              | 0         | 0         |
| Други               | 0         | 0         |
| Не се самоопределят | 0         | 0         |
| Неотговорили        | 1         | 3,33      |

По информация от сайта на община Генерал Тошево, към 2011 г. при регистрирани с постоянен адрес във Вичово 16 души, по настоящ адрес там живеят 30 души.

## История
Първи сведения за Вичово се откриват в документ от 1676 г., където е посочено с името Хюсеиндже, с около 20 къщи. През 1873 г. селото се споменава с името Юсеиндже. Включено е към кааза Балчишка. Старото име на селището се среща и като Хюсеин, Хюсейндже, Хюсейнч кьой и Хюсеинч куюсу. Коренът на всички е един и същ и се отнася до мъжко собствено име, а „куюсу“ се превежда като кладенец, т.е. Кладенецът на Хюсеин или Хюсеинов кладенец.
След Освобождението селото е в България от 1878 г. до 1913 г. и от 1940 г. По силата на Букурещкия договор от 1913 г. (чиито условия България отказва да приеме за окончателни) селото остава в румънска територия. Върнато е на България по Крайовската спогодба от 1940 г.
Село Хюсейнч кьой е преименувано на Вичово през 1906 г.. Новото име е в памет на хаджи Вълчо, родом от град Котел, първият заселил се в селото българин. За времето на неговото идване в селото има спор, но е някъде в началото на 19 век.
Начално училище „Стефан Караджа“ е открито в село Вичово през 1941 г. и е действало до 1967 г., когато е закрито.
Към края на второто десетилетие на 20 век селото се оживява предимно през летния сезон, когато хората, имащи градини и ниви там, идват да ги обработват.

## Обществени институции
Изпълнителната власт в село Вичово към 2024 г. се упражнява от кметски наместник.